# Zabol
Zabol è una provincia dell'Afghanistan di 263 200 abitanti, che ha come capoluogo Qalat.

## Suddivisioni amministrative
La provincia di Zabol è divisa in 11 distretti:

Distretti dello Zabol.

- Argahandab
- Atghar
- Daychopan
- Kakar
- Mizan
- Naw Bahar
- Qalat
- Shah Joy
- Shamulzayi
- Shinkay
- Tarnak Wa Jaldak